# جوسيبي روسي
جوسيبي روسي (بالإيطالية: Giuseppe Rossi)، (مواليد 1 فبراير 1987)، هو لاعب كرة قدم إيطالي يلعب في مركز الهجوم مع نادي جنوى.

## روابط خارجية
- Fiorentina Official Profile
- FIGC Official Profile (بالإيطالية)
- جوسيبي روسي على موقع الاتحاد الدولي (مؤرشف)  (الإنجليزية)
- جوسيبي روسي على موقع الاتحاد الأوربي (الإنجليزية)
- جوسيبي روسي على موقع الدوري الأمريكي (الإنجليزية)
- جوسيبي روسي على موقع قاعدة بيانات كرة القدم.إي يو (الإنجليزية)
- جوسيبي روسي على موقع بيانات كرة القدم. دي إي (الألمانية)
- جوسيبي روسي على موقع ليكيب (الفرنسية)
- جوسيبي روسي على موقع ناشيونال فوتبول تيمز (الإنجليزية)
- جوسيبي روسي على موقع Soccerbase.com (لاعب) (الإنجليزية)
- جوسيبي روسي على موقع Soccerway.com (الإنجليزية)
- جوسيبي روسي على موقع عالم كرة القدم.نت (الإنجليزية)
- جوسيبي روسي على موقع الاتحاد الدولي (مؤرشف)  (الإنجليزية)
- جوسيبي روسي على موقع الاتحاد الأوربي (الإنجليزية)
- جوسيبي روسي على موقع الدوري الأمريكي (الإنجليزية)
- جوسيبي روسي على موقع قاعدة بيانات كرة القدم.إي يو (الإنجليزية)
- جوسيبي روسي على موقع بيانات كرة القدم. دي إي (الألمانية)
- جوسيبي روسي على موقع ليكيب (الفرنسية)
- جوسيبي روسي على موقع ناشيونال فوتبول تيمز (الإنجليزية)
- جوسيبي روسي على موقع Soccerbase.com (لاعب) (الإنجليزية)
- جوسيبي روسي على موقع Soccerway.com (الإنجليزية)
- جوسيبي روسي على موقع عالم كرة القدم.نت (الإنجليزية)